# Kangal
Kangal è una cittadina turca, capoluogo dell'omonimo distretto di 27 251 abitanti della Provincia di Sivas, posizionato all'estremità meridionale della provincia, al confine con le province di Kayseri e Malatya.